# Makedonien i Eurovision Song Contest 2015
Makedonien deltog i Eurovision Song Contest 2015 i Wien, Österrike. Deras inträde valdes genom den nationella finalen Skopje Fest 2014, som anordnades av den makedonska program makedonska Radio Televizija (MRT). Daniel Kajmakoski kom till att representera Makedonien med låten "Lisja esenski" skriven av Aleksandar Mitevski, Daniel Kajmakoski och Joacim Persson.

## Bakgrund
I juni 2014, MRT höll en enkät på deras hemsida där de bad om råd om Makedoniens framtida deltagande i Eurovision Song Contest. De tre alternativen var:. Fortsätter med interna val, återvänder till den nationella finalen formatet att välja posten, eller dra sig ur tävlingen. Trots alternativet för att dra sig ur tävlingen fick över en majoritet av rösterna, meddelade MRT den 15 juli 2014 att Makedonien skulle fortsätta att delta i Eurovision Song Contest 2015 och att vinnaren av Skopje Festival 2014 skulle representera landet

## Format
Skopje Fest 2014 var en sångtävling organiserat av MRT som tjänade som Makedoniens nationella finalen för att välja deras inträde till Eurovision Song Contest 2015. Tävlingen hölls den 12 november 2014 i Metropolis Arena i Skopje, värd Vasil Zafircev. Alla tjugo konkurrerande låtar i festivalen genomfördes live med MRT orkestern, som genomfördes av Ljupco Mirkovski. vid slutet av omröstningen, kombinationen av rösterna från en internationell jury och röster från allmänhetens röster valde Daniel Kajmakoski och låten "Lisja esenski" som vinnare. 
Inlämningsperioden för intresserade artister och kompositörer att skicka in sina bidrag påbörjades den 26 maj 2014 och avslutades den 31 juli 2014. MRT fick över 180 bidrag i slutet av tidsfristen. Utöver de mottagna inlagor, MRT uppmanade också välkända kompositörer att direkt lämna låtar för tävlingen. De tjugo konkurrerande låtar kännagavs den 26 september 2014 under MRT TV-programmet Stisni Plej.
Vinnaren valdes genom en 50/50 kombination av offentliga telefonröstning och röster en internationell jury. MRT inbjudna programföretag från sju länder att bilda juryer med fem ledamöter vardera i syfte att fastställa resultatet av juryns röst. Monetära priser delades också ut till de låtar som placerats i topp tre; första hand fått 20.000 €, andra plats erhöll 10.000 € och tredje plats erhållit € 5000. Förutom bidragen av de konkurrerande artister, showen presenterade också gästspel av förre makedonska tävling nya aktörer Karolina Gočeva (2002, 2007) och Kaliopi (2012). 

## Finalen
| Nr | Artist                                  | Sång                | Låtskrivare                                            | Poäng | Placering |
| -- | --------------------------------------- | ------------------- | ------------------------------------------------------ | ----- | --------- |
| 1  | Lena Zatkoska                           | "Alo"               | Risto Samardziev                                       | 0     | 14        |
| 2  | Tanja Carovska                          | "Ako mi se vratiš"  | Tanja Carovska                                         | 5     | 10        |
| 3  | Daniel Kajmakoski                       | "Lisja esenski"     | Joacim Persson, Aleksandar Mitevski, Daniel Kajmakoski | 22    | 1         |
| 4  | Vera Janković                           | "Se plašam"         | Darko Tasev, Vesna Malinova                            | 0     | 14        |
| 5  | Risto Samardžiev & Vlatko Ilievski      | "Sever-Jug"         | Risto Samardžiev, Vladimir Dojčinovski                 | 0     | 14        |
| 6  | Evgenija Čančalova                      | "Da ne te sakam"    | Grigor Koprov, Jelena Bulinac                          | 18    | 3         |
| 7  | Aleksandra Mihova                       | "Srce čuva spomeni" | Andrijana Janevska, Veronika Stojanovska               | 0     | 14        |
| 8  | Lidija Kočovska & Marijan Stojanovski   | "Sonce niz oblaci"  | Trajče Stavreski, Maja Pavlovska                       | 0     | 14        |
| 9  | Joce Panov                              | "Ni Lj od ljubovta" | Saša Dragić, Vlado Janevski                            | 5     | 11        |
| 10 | Goran Naumovski & Sanja Kerkez          | "Mig bez tebe"      | Andrijana Janevska                                     | 0     | 14        |
| 11 | Aleksandar Tarabunov & Toni Mihajlovski | "Marija"            | Robert Bilbilov, Toni Mihajlovski                      | 8     | 5         |
| 12 | Aleksandra Janeva                       | "Vo tvojot svet"    | Vančo Dimitrov, Ana Pandevska                          | 6     | 9         |
| 13 | Miyatta                                 | "Zaljuben"          | Tanja Carovska                                         | 2     | 12        |
| 14 | Tamara Todevska                         | "Brod što tone"     | Robert Bilbilov                                        | 20    | 2         |
| 15 | Sanja Gjoševska                         | "Sakam da letam"    | Duke Bojadziev                                         | 6     | 8         |
| 16 | Nade Talevska                           | "Znam"              | Aleksandar Masevski, Biljana Pašarikovska              | 7     | 6         |
| 17 | Viktorija Loba                          | "Edna edinstvena"   | Jovan Jovanov, Elvir Mekić                             | 7     | 7         |
| 18 | Verica Pandilovska                      | "Samo za tebe"      | Salvatore Monetti, Jasmina Kantardzieva                | 0     | 14        |
| 19 | Nina Janeva                             | "Bluz za..."        | Davor Jordanovski, Toni Mihajlovski                    | 2     | 13        |
| 20 | Dimitar Andonovski                      | "Se što ti vetiv"   | Lazar Cvetkoski, Magdalena Cvetkoska                   | 8     | 4         |

## Under Eurovision
Makedonien deltog i den 1:a semifinalen den 19 maj. De lyckades inte komma till final.